# Emporia (Kansas)
Emporia és una població dels Estats Units a l'estat de Kansas. Segons el cens del 2000 tenia 26.760 habitants.

## Demografia
Segons el cens del 2000, Emporia tenia 26.760 habitants, 10.253 habitatges, i 6.039 famílies. La densitat de població era de 1.043,6 habitants/km².
Dels 10.253 habitatges en un 31,5% hi vivien nens de menys de 18 anys, en un 45,4% hi vivien parelles casades, en un 9,4% dones solteres, i en un 41,1% no eren unitats familiars. En el 31,1% dels habitatges hi vivien persones soles el 10,2% de les quals corresponia a persones de 65 anys o més que vivien soles. El nombre mitjà de persones vivint en cada habitatge era de 2,47 i el nombre mitjà de persones que vivien en cada família era de 3,15.
Per edats la població es repartia de la següent manera: un 25,3% tenia menys de 18 anys, un 19,4% entre 18 i 24, un 27,2% entre 25 i 44, un 17% de 45 a 60 i un 11% 65 anys o més.
L'edat mediana era de 28 anys. Per cada 100 dones de 18 o més anys hi havia 93,1 homes.
La renda mediana per habitatge era de 30.809$ i la renda mediana per família de 41.571$. Els homes tenien una renda mediana de 27.915$ mentre que les dones 20.946$. La renda per capita de la població era de 15.157$. Entorn del 12,4% de les famílies i el 17,9% de la població estaven per davall del llindar de pobresa.

## Poblacions més properes
El següent diagrama mostra les poblacions més properes.